# Emmett Hardy
Emmett Louis Hardy (* 12. Juni 1903 in Gretna, Louisiana; † 16. Juni 1925 in New Orleans, Louisiana) war ein US-amerikanischer Kornettist des frühen Jazz.

## Leben und Wirken
Hardys Eltern waren beide Musiker; er spielte zunächst Piano, Gitarre, ab zwölf Jahren Kornett. Er hatte Unterricht in New Orleans bei Papa Jack Laine und spielte ab 1917 in dessen Band und dann im Orchester von Norman Brownlee. Er spielte ab Dezember 1920 in New Orleans in der Begleitband der Varietékünstlerin und Shimmie Queen Bee Palmer. Mit ihr ging er 1921 auf Tournee. Er arbeitete nach Auflösung ihrer Band 1921 in Davenport (Iowa) in der Band von Carlisle Evans, die auf einem Mississippi-Raddampfer (S. S. Capitol) engagiert war. Er soll in Davenport (der Chicago nächsten Anlegestelle der Mississippidampfer) den jungen Bix Beiderbecke beeinflusst haben, als er in der Begleitband von Bee Palmer spielte und 1921 neben dem Klarinettisten Leon Roppolo einer der Attraktionen in der Band von Carlisle Evans war. Aus dieser Begleitband entstanden die späteren New Orleans Rhythm Kings, und Hardy spielte mit ihnen, als sie 1921 im Friar’s Inn in Chicago engagiert waren. Er spielte in diesem Friar’s Society Orchestra das zweite Kornett nach Paul Mares und spielte in Chicago auch in kleineren Formationen mit dem Geiger Oscar Marcour, den Boswell Sisters und Monk Hazel. Noch vor der ersten Aufnahmesession der Band kehrte Hardy auf Grund von Problemen mit der Musiker-Gewerkschaft nach New Orleans zurück, leitete dort eine eigene Gruppe, nahm aber keine Platten auf. Er spielte noch kurz in Norman Brownlees Orchester und war im letzten Jahr seines Lebens inaktiv, bevor er im Alter von nur 22 Jahren an Tuberkulose starb.
Kurz vor seinem Tod machten Hardy und einige seiner Freunde noch Privataufnahmen auf einer Phonographenwalze.  Als sich Hardys Tuberkulose verschlimmerte und sein Tod unmittelbar bevorstand, entschied man, die Aufnahmen aufzubewahren. Von den Zylindern ist noch ein Exemplar erhalten, das im Jazzarchiv der Tulane University gelagert worden sein soll, jedoch bislang unauffindbar blieb.
Ähnlich wie bei Buddy Bolden, von dem auch keine Aufnahmen existieren, bildete sich um sein Spiel eine Legende. Er soll mit Louis Armstrong 1919 einen Cutting Contest ausgetragen und gewonnen haben und Vorbild zum Beispiel für Beiderbeckes Umspielen der Leitstimme gewesen sein, was wiederum von anderen Zeitzeugen bestritten wurde. Zu seinen Bewunderern gehörte auch der junge Red Allen, der mit Hardy gemeinsam Unterricht hatte. Chris Kelsey widmete ihm das 2000 erschienene Album In Search of Emmett Hardy.

## Lexikalischer Eintrag
- John Chilton: Who's Who of Jazz. Macmillan 1972